# Białka bakteryjne zarodkujące kryształy lodu
Bakteryjne białka zarodkowania lodu - rodzina białek, które umożliwiają bakteriom Gram-ujemnym promowanie zarodkowania lodu w stosunkowo wysokich temperaturach (powyżej -5 °C). Białka te są zlokalizowane na zewnętrznej powierzchni błony i mogą powodować uszkodzenia wielu roślin przez mróz i oszronienie. Pierwotna struktura białek zawiera wysoce powtarzalną domenę, która dominuje w sekwencji. Domena zawiera pewną liczbę 48-reszt powtórzeń, które same zawierają 3 bloki po 16 reszt, z których pierwsze 8 są identyczne. Uważa się, że domena powtarzalna może być odpowiedzialna za wyrównanie cząsteczek wody w krysztale zaszczepiającym.
```
             [.........48.residues.repeated.domain..........]
            /              / |              | \              \
           AGYGSTxTagxxssli  AGYGSTxTagxxsxlt  AGYGSTxTaqxxsxlt
            [16.reszt...]     [16.reszt...]     [16.reszt...]
```